# Ранди Роудс
Рандал „Ранди“ Уилям Роудс е американски инструменталист и хевиметъл китарист, който свири с метъл групата Куайът Райът и впоследствие със Ози Озбърн. През 2003 година списанието Rolling Stone го поставя на 85-о място в списъка на Стоте най-добри китаристи за всички времена. Солото на песните Crazy Train и Mr. Crowley заема съответно 9-о и 28-о място в списъка на Стоте най-добри китарни солота на списанието Guitar World.

## Биография

### Детство и юношески години
Ранди Роудс е роден на 6 декември в болницата на Санта Моника. Син е на учителката по музика Dеlores Rhoads и е най-малкият от трите деца на семейството (Kelle и Kathy). Започва да свири на китара на шест и половина години в училището Musonia, където преподава майка му и първата му китара е един акустичен модел на Gibson, която наследява от дядо си. В юношеските си години се запалва по стила хардрок и групи като Mountain, Лед Цепелин и Алис Купър. Често сменя музикалните си вкусове и се влияе от различни китаристи, на което се дължи характерния за него специфичен начин на свирене.

### Куайът Райът
Роудс сформира първата си група Violet Fox на 16-годишна възраст. Групата не издържа много и когато е на 17 научава своя приятел Kelly Garni да свири на бас и заедно с барабаниста Drew Forsith сформират Куайът Райът (Quiet Riot). Въпреки Новата вълна и пънк рока, които в този момент са водещите музикални стилове, Куайът Райът заедно с Ван Хален се превръщат в една голяма атракция, свирейки във веригата клубове на Лос Анджелис.
Въпреки че до този момент нямат договор в Америка, една японска компания е заинтересована и издава първите им дискове – през 1977
едноименния Quiet Riot и през 1978 Quiet Riot II. Малко след това Kelly напуска групата и е заместен от Rudy Sarzo.

### Ози Озбърн
През 1979 Ози Озбърн е на път да започне соло кариера и търси китарист за новата си група. Един приятел на Ранди го убеждава да участва в прослушването. На Ози му е необходимо да чуе само няколко акорда и веднага го приема в групата. Заедно с Bob Daisley — бас и барабаниста Лий Кърслейк записват първия си албум Blizzard of Ozz. Албумът се радва на успех благодарение на песни като Mr. Crowley (в която се говори за окултиста Алистър Кроули) и Crazy Train. Малко по-късно издават втория си албум Diary of a Madman, който е много успешен и се продава в много добър тираж. По това време Ранди споделя на Ози, че иска да се оттегли за няколко години от музикалната сцена, за да се дипломира като класически китарист.

## Смърт
Ранди Роудс умира на 19 март 1982 година. Групата пътува за един фестивал във Орландо (Флорида) и по пътя спират в къщата на шофьора на микробуса Andrew Aycock. Същият, заедно с Ранди и Рейчъл Янгблъд, гримьорка на групата, излизат малко по-рано сутринта, докато останалите спят в микробуса.
Целта е разходка с мини самолет на близката частна писта. Прелитат няколко пъти много близо до мини буса, докато накрая едното от крилата на самолета го закача, провокирайки загубата на контрол и блъскането му в близката къща. При удара къщата избухва в пламъци и тримата пасажери между които е Ранди умират. От обитателите на къщата няма жертви.
Аутопсията и последвалото я разследване разкриват, че разрешителното за летене на Aycock е с изтекъл срок на годност и има пресни следи от кокаин в тялото му. При аутопсията на Ранди са открити само следи от никотин.
| „    | Един от най-ужасяващите моменти в живота ми, не минава ден без да мисля за това и все още си говоря с Ранди във въображението ми. Заедно с него увековечихме историята и обезсмъртихме живота. | “ |
| Ozzy | |   |

През 1987 година Ози издава албума Tribute, съдържащ записи на живо с Ранди в Music Hall — Cleveland от 11 май 1981 година.
Не е ясно дали смъртта на Ранди е нещастен случай. Има версия, според която пилотът и шофьор на автобуса Andrew преживява една травмираща раздяла с жена си, която се намира много близо до буса при инцидента. Самият факт че Andrew ѝ предлага доброволно да я закара до в къщи с буса на групата при предстоящата раздяла е много странен. Говори се, че Andrew се е опитал да ѝ въздейства или атакува психически, прелитайки ниско със самолета над буса, вследствие на което загубва контрол и историята по-нататък е известна.

## Влияние
Ранди е един от първите хевиметъл китаристи, които въвеждат класическата музика като част от формата си на свирене.

## Признания
Най-добър млад талант според списание Guitar Player 1981 година.